# Бархатница гипполита
Бархатница гипполита (лат. Pseudochazara hippolyte) — дневная бабочка из семейства Бархатниц.

## Этимология названия
Гипполита (Ипполита) (греческая мифология) - царица амазонок, воинственного женского племени.

## Ареал
Большой и Малый Кавказ.
Встречается на Большом Кавказе от окрестностей Теберды (Карачаево-Черкесия) и Терскола (Приэльбрусье) до горного Дагестана (где найден у поселков Куруш, Рутул, Ахты, Леваши, на Самурском хребте, Джуфудаге, Кябектепе и др.). На Богосском хребте, в районе села Агвали, на Кегерском плато в Дагестане встречаются бабочки преимущественно фенотипа guriensis. В Северной Осетии обитает в Кабанском ущелье и в Северно-Осетинском заповеднике. Известен по нескольким находкам из окрестностей Кисловодска (хребет Боргустан, гора Джинал, Кабардинский хребет).
Населяет горные склоны с открытыми каменистыми осыпями либо скальными отображениями на высоте от 1000 до 2800 метров над уровнем моря, горные степи: каменистые, поросшие травой склоны на высоте от 2200 до 3100 метров над уровнем моря.

## Биология
Развивается за год в одном поколении. Время лёта с конца июня по август. Бабочки среди лугово-степного разнотравья держатся обычно каменистых участков. Любят сидеть на прогретых камнях и щебне, в густых злаковых зарослях, более активны во вторую половину дня. Зимуют гусеницы. Кормовые растения гусениц: овсяница (Festuca sp.), овсяница овечья.